# Cacoxenus oxyphallus
Cacoxenus oxyphallus är en tvåvingeart som beskrevs av Gupta och Tsacas 2003. Cacoxenus oxyphallus ingår i släktet Cacoxenus, och familjen daggflugor. Inga underarter finns listade.